# Säkerhetskommittén
Säkerhetskommittén (finska: Turvallisuuskomitea), före 2013 Säkerhets- och försvarskommittén (finska: Turvallisuus- ja puolustusasiain komitea), är ett lagstadgat organ i Finland som bistår statsrådet i ärenden relaterade till samhällets säkerhet, resiliens och beredskap. Till kommitténs uppgifter hör att följa med samhällets säkerhets- och beredskapstillstånd samt koordinera, samordna, utveckla och bereda beredskapsåtgärder mellan olika ministerier och myndigheter samt mellan olika förvaltningsnivåer, från Europeiska Unionen och Nato ned till kommunnivå.
Kommittén leds av kanslichefen för försvarsministeriet och består kanslicheferna för presidentens kansli, justitieministeriet, undervisnings- och kulturministeriet, jord- och skogsbruksministeriet, kommunikationsministeriet, arbets- och näringsministeriet, social- och hälsovårdsministeriet, miljöministeriet och inrikesministeriet samt statssekreterarna för statsrådets kansli, utrikesministeriet och finansministeriet. Vidare ingår inrikesministeriets räddningsöverdirektör, polisstyrelsens polisöverdirektör, chefen för försvarsmaktens huvudstab, chefen för gränsbevakningsväsendet, generaldirektören för tullen, direktören för försörjningsberedskapscentralen samt chefen för skyddspolisen som ordinarie medlemmar. Kommittén kan även inkalla utomstående sakkunniga för fyra år i taget. År 2024 ingick statssekreteraren för EU-ärenden vid statsrådets kansli, statsrådets kommunikationsdirektör, ordföranden för försörjningsberedskapsrådet samt styrelseordföranden för räddningsbranschens centralorganisation som sakkunniga. Kommitténs dagliga verkamhet styrs av ett heltidssekretariat, som är placerat under försvarsministeriet. 
Kommittén ansvarar för upprätthållandet och genomförandet av säkerhetsstrategin för samhället, som uppdateras med några års mellanrum och styr utvecklingen av den finländska beredskapsverksamheten.